# قلعة فيشباخ

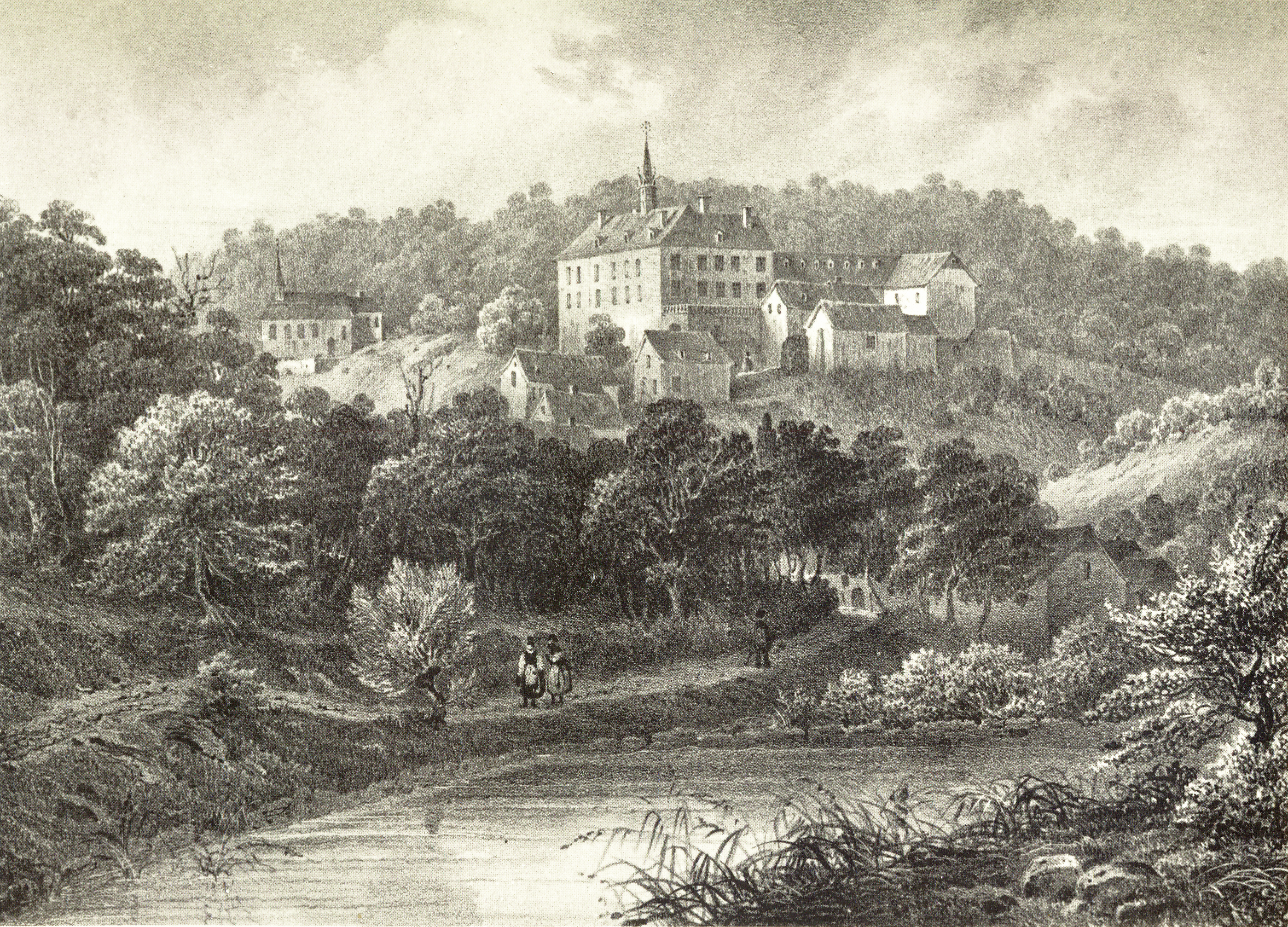

قلعة فيشباخ Schloss Fischbach هي قلعة في لوكسمبورغ، تقع بالقرب من مدينة فيشباخ وسط لوكسمبورغ.